# Ansia capitale
Ansia capitale è il sesto album in studio del gruppo musicale italiano Management, pubblicato il 10 giugno 2022 da Garrincha Dischi e distribuito da Sony Music.

## Descrizione
Per la realizzazione del disco, il Management torna sotto l'ala produttiva di Manuele "Max Stirner" Fusaroli, storico produttore del gruppo, che aveva già curato la produzione di Auff!! (2012) e McMAO (2014). Secondo Luca Romagnoli e Marco Di Nardo, rispettivamente autore dei testi e compositore delle musiche, il titolo dell'album deriva da un «rapporto col mondo, con gli altri, con noi stessi, incoraggiato diabolicamente da una cultura super concorrenziale e competitiva in cui è impossibile essere felici».
Concepito a seguito delle restrizioni legate alla pandemia di COVID-19, l'album è stato registrato tra la fine del 2021 e i primi mesi del 2022 presso il Natural Head Quarter Studio di Ferrara, con la collaborazione di Michele "Guba" Guberti. La fotografia dell'album, curata da Bennet Pimpinella, è stata oggetto di censura sulla nota piattaforma di livestreaming Twitch, a causa di contenuti giudicati espliciti.
Ansia capitale è stato presentato in anteprima il 4 giugno 2022 a Bologna presso l'Alchemica Music Club.

## Tracce
Testi di Luca Romagnoli, musiche di Marco Di Nardo.
1. Ansia capitale – 4:05
2. Più mi odi più mi amo – 4:12
3. Multiculti Supermarket – 3:20
4. La fine dell'eternità – 3:04
5. Bastatutto – 4:07
6. Serie TV – 3:00
7. Un mondo al veleno – 3:05
8. Dov'è l'uscita di questo inferno – 3:29

Deluxe Edition
1. Iperfelice (feat. Mobrici) – 2:42
2. Il demonio (feat. Cimini e Nicolò Carnesi) – 3:21
3. Non la vedo bene (feat. Lo Stato Sociale) – 3:50
4. Anita – 3:38